# Amiserica patibilis
Amiserica patibilis är en skalbaggsart som beskrevs av Ahrens 2004. Amiserica patibilis ingår i släktet Amiserica och familjen Melolonthidae. Inga underarter finns listade i Catalogue of Life.